# Lake Papaitonga
Der Lake Papaitonga ist ein See im Horowhenua District der Region Manawatū-Whanganui auf der Nordinsel von Neuseeland.

## Namensherkunft
Der Name des Sees setzt sich aus den beiden Wörtern „papai“, was die Mehrzahl von „pai“ ist und soviel bedeutet wie „Schönheit“ und „tonga“, was „Süden“ oder „südlich“ bedeutet, zusammen

## Geographie
Der Lake Papaitonga befindet sich rund 3,2 km südwestlich von Levin und rund 2,7 km südsüdwestlich des Lake Horowhenua. Der New Zealand State Highway 1 führt rund 2,3 km östlich vorbei und bis zur Küste zur Tasmansee sind es knapp 5 km westlich. Der See liegt in einer Ebene auf einer Höhe von 11 m und umfasst bei einem Seeumfang von rund 4 km eine Fläche von 52 Hektar. Bei einer Nordwest-Südost-Ausrichtung erstreckt sich der See über eine Länge von rund 1,2 km und misst an seiner breitesten Stelle rund 725 m in Südwest-Nordost-Richtung.
In dem See befinden sich zwei kleine bewaldete Inseln, wobei die größere von den beiden nicht über eine Fläche von 1,2 Hektar hinauskommt. Sie werden als Motukiwi (Papaitonga) und Motungarara (Papawhaerangi) bezeichnet. Der Lake Papaitonga verfügt an seiner nordwestlichen bis südöstlichen Seite über einen schmalen Rand eines Feuchtgebietes sowie über drei kleinen östlich zulaufenden Bäche. Die Entwässerung des Sees findet über einen kleinen Bach in Richtung Westen zum Waiwiri Stream statt, der später in die Tasmansee mündet.